# Astronomietag

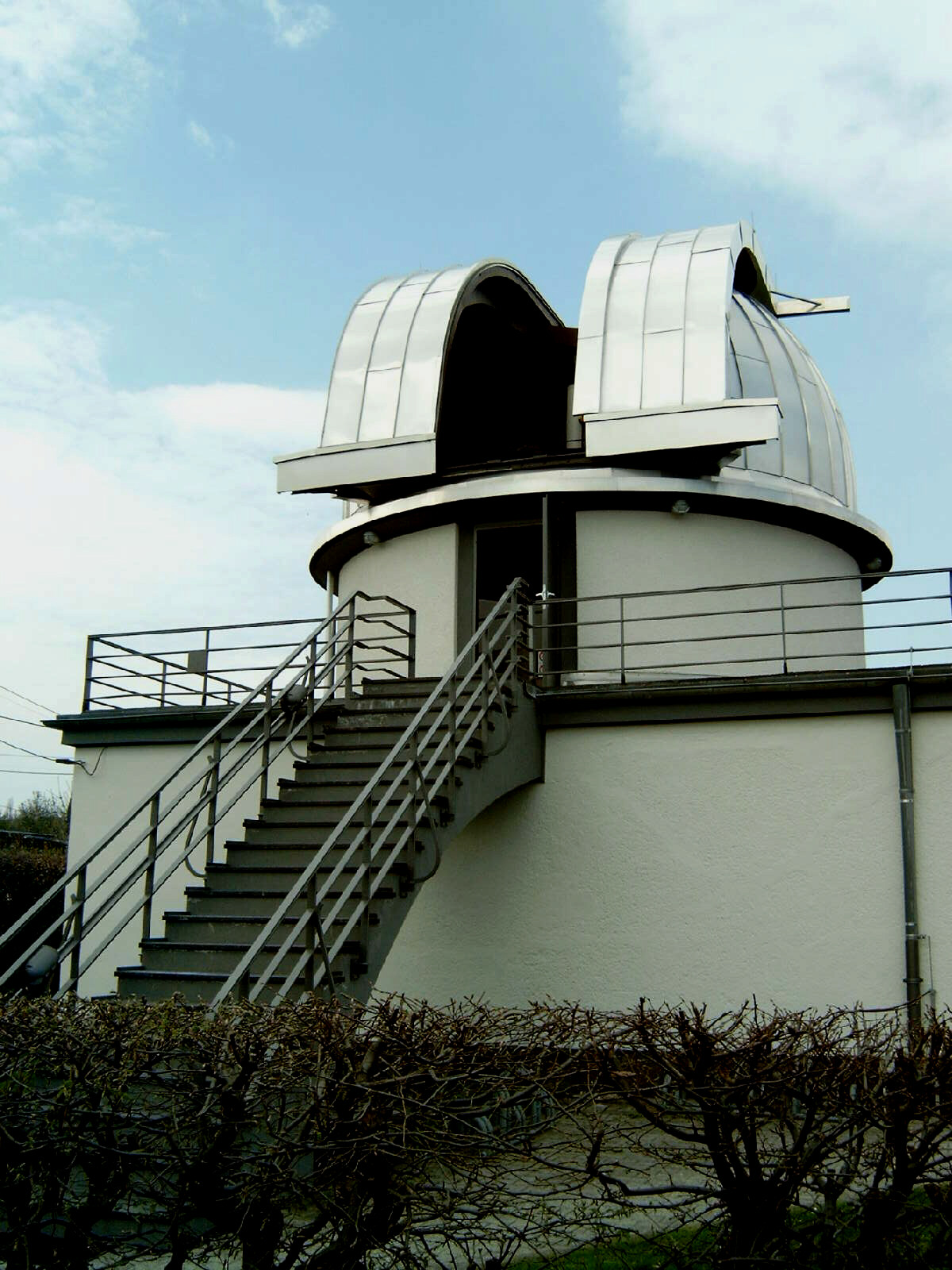
Sternwarte Aachen

Der Astronomietag (auch Tag der Astronomie) ist ein jährlicher Aktionstag, der von Amateurastronomen und astronomischen Gesellschaften einiger Länder ausgerichtet wird, um einer breiten Öffentlichkeit die Astronomie und allgemein die Naturwissenschaften näher zu bringen und ihr Interesse dafür zu wecken. Erstmals fand der Astronomy Day 1973 in Kalifornien unter dem Motto „Bringing Astronomy to the People“ statt.
Im deutschsprachigen Raum wird der Astronomietag meistens an einem Sonnabend im Frühjahr oder im Herbst veranstaltet – seit der Corona-Pandemie findet er aufgrund der besseren Sichtbarkeit der Planeten im Herbst im Oktober statt. Um dem Laienpublikum in den Abendstunden den Blick auf den Mond im Teleskop zu ermöglichen, wählt man oft den Beginn der zunehmenden Mondphase. Die einzelnen Veranstaltungen werden von örtlichen Volkssternwarten, Planetarien, Astrovereinen und Privatpersonen mit Vorträgen und Sternführungen ausgerichtet.

## Geschichte
Der erste Astronomietag (engl.: Astronomy Day) wurde 1973 vom damaligen Präsidenten der „Astronomical Association of Northern California“ Doug Berger ins Leben gerufen. Sein Ziel war, mit Ausstellungen und Aktivitäten an einem Tag öffentliche Aufmerksamkeit für die wissenschaftliche und die Hobby-Astronomie zu schaffen. Seitdem hat sich das Konzept stark ausgebreitet. In den Vereinigten Staaten nehmen inzwischen hunderte Astronomische Vereine, Observatorien, Museen, Colleges und Planetarien am Astronomietag teil.
In Deutschland wurde der erste Astronomietag am 23. August 2003 zum Anlass einer besonders nahen Mars-Opposition veranstaltet. Seitdem findet er jährlich statt, zunächst im September und von 2009 bis 2019 im März oder April. In den Jahren 2020 und 2021 wurden jeweils zwei Termine für den Astronomietag im Frühjahr und im Herbst angeboten, seit 2022 gibt es nur noch den Termin im Herbst. Wegen der partiellen Sonnenfinsternis vom 29. März 2025 findet der Astronomietag 2025 jedoch an diesem Tag und damit wieder im Frühjahr statt.
In den Jahren 2016 bis 2020 lagen die Astronomietage zeitgleich mit dem Datum der Earth Hour. In der Schweiz wird der Astronomietag seit 2007 jährlich ausgerichtet, in Österreich unregelmäßig. In Schweden wird der „Astronomins dag“ seit 2012 ausgerichtet. In Frankreich wird ein ähnliches Projekt unter dem Namen „Nuits des Étoiles“ („Sternennächte“) veranstaltet.

## Deutschland und Schweiz
In Deutschland wird der Astronomietag von der Vereinigung der Sternfreunde (VdS) koordiniert. In der Schweiz richtet ihn die Schweizerische Astronomische Gesellschaft (SAG) aus, seit 2010 koordiniert und in Zusammenarbeit mit der deutschen VdS.

### 2003 bis 2006
- 23. August 2003 (D): Thema Mars, 141 Veranstaltungen
- 18. September 2004 (D): Thema Milchstraße, 180 Veranstaltungen (VdS in Zusammenarbeit mit der „Langen Nacht der Sterne“, einer Aktion der Zeitschrift Stern, der Europäischen Südsternwarte und des Rats der Planetarien)
- 10. September 2005 (D): „Unsere Nachbarn im All: Mars, Mond und Venus“, 250 Veranstaltungen
- 16. September 2006 (D): ohne Thema, 173 Veranstaltungen

### 2007 bis 2009
- 22. September 2007 (CH): Zürich
- 29. September 2007 (D): ohne Thema, 143 Veranstaltungen
- 6. September 2008 (D): ohne Thema
- 20. September 2008 (CH): Rapperswil, „Ägyptologie und Astronomie“
- 4. April 2009 (D): ohne Thema
- 12. September 2009 (CH): Kantonsschule Zug, „Astronomie und Philosophie“

### Seit 2010
- 24. April 2010:[7] ohne Thema
- 9. April 2011:[7] ohne Thema
- 24. März 2012: „Die lange Nacht der Planeten“[7]
- 16. März 2013 (D): „Vagabunden des Sonnensystems“ (der Komet C/2011 L4 (PANSTARRS) näherte sich der Sonne)
- 20. April 2013 (CH): „Lass dir das Universum zeigen“[7]
- 5. April 2014: „Weltraumwüsten“[7] (damit waren alle Körper des Sonnensystems gemeint, von denen man „wüste“ Oberflächen kennt)
- 20./21. März 2015: „Schattenspiele im All“ anlässlich der partiellen Sonnenfinsternis am 20. März 2015[7]
- 19. März 2016: „Faszination Mond“
- 25. März 2017: „Sehenswertes an der Sonnenbahn“, 157 Veranstaltungen zu Objekten entlang der Ekliptik[8]
- 24. März 2018: „Das geheime Leben der Sterne“[7]
- 30. März 2019: „Möge die Nacht mit uns sein: Licht aus – Sterne an!“ (Thema Lichtverschmutzung)[9], 229 Veranstaltungen
- 28. März 2020: „Venus, Mond und die sieben Schwestern“, ursprünglich mit 185 Veranstaltungen vor Ort geplant, aufgrund der COVID-19-Pandemie online und von zuhause aus[10]
- 24. Oktober 2020: „Die Lange Nacht der Planeten“[11], online und teilweise vor Ort
- 20. März 2021: „Ein Ausflug in die Kraterlandschaft des Mondes“[12][13], umfangreiches Online-Programm
- 16. Oktober 2021: „Juwelen am Himmelszelt – eine Reise zu den Riesenplaneten“[14], online und vor Ort
- 1. Oktober 2022: „Faszinierende Mondwelten im Sonnensystem“ anlässlich der International Observe The Moon Night der NASA und den 100 Stunden Astronomie der Internationalen Astronomischen Union[15]
- 28. Oktober 2023: „Partielle Mondfinsternis im Wissenschaftsjahr 2023 ,Unser Universum‘“[16]
- 19. Oktober 2024: „Komet am Abendhimmel – Ringplanet Saturn – Mond bei den Plejaden“[17]
- 29. März 2025: Partielle Sonnenfinsternis – Jupiter und seine Monde – roter Planet Mars[3]

## Österreich
In Österreich wird der Astronomietag seit 2003 von der Österreichischen Gesellschaft für Astronomie und Astrophysik (ÖGAA) koordiniert und von vielen der etwa 25 Astrovereine getragen.
In den 2010er-Jahren allerdings wegen des stabileren Wetters überwiegend im September.
- 10. Mai 2003: 29 Veranstalter mit 98 Veranstaltungen
- 24. April 2004: 27 Veranstalter mit 103 Veranstaltungen
- 16. April 2005: 32 Veranstalter mit 129 Veranstaltungen
- 6. Mai 2006
- 19. Mai 2007: Thema „Junge Astronomie“
- 10. Mai 2008: Thema „Schutz des Nachthimmels“
- 29. und 30. September 2017[18]
- 30. März 2019: Astronomischer Frühlingsbeginn und Abschied vom Winterhimmel
- ursprünglich 28. März 2020, abgesagt[19]
- 20. März 2021: Mond, nur wenige Veranstaltungen[20]